# Giacomo Paravicini
 (octobre 2012).
Si vous disposez d'ouvrages ou d'articles de référence ou si vous connaissez des sites web de qualité traitant du thème abordé ici, merci de compléter l'article en donnant les références utiles à sa vérifiabilité et en les liant à la section « Notes et références ».
Pour les articles homonymes, voir Paravicini.
Giacomo Paravicini, né à Lucerne le 13 septembre 1989, est un escrimeur suisse. 

## Biographie
En 2012, Giacomo Paravicini est membre de l'équipe nationale suisse.[réf. nécessaire] Il fait partie de la Société d'escrime de Bâle et de Vénissieux escrime.

## Palmarès
- Jeux olympiques militaires
  -  Médaille d'argent par équipes aux Jeux olympiques militaires 2011 à Buenos Aires[3]

- Championnats de Suisse
  -  Médaille d'or par équipes aux championnats de Suisse 2014[1]
  -  Médaille d'argent par équipes aux championnats de Suisse 2011 à Bienne[réf. nécessaire]
  -  Médaille d'argent par équipes aux championnats de Suisse 2012 à Zoug[4]
  -  Médaille d'argent par équipes aux championnats de Suisse 2010 à Flawil[réf. nécessaire]

- Épreuves de coupe du monde
  -  Médaille de bronze par équipes à la Coupe du monde de Buenos Aires sur la saison 2011-2012[5]
  -  Médaille de bronze par équipes à la Coupe du monde de Paris sur la saison 2011-2012[réf. nécessaire]